# 史密斯菲爾德 (緬因州)
史密斯菲爾德（英語：Smithfield）是一個位於美國緬因州薩默塞特縣的鎮。

## 人口
根據2020年美國人口普查的數據，史密斯菲爾德的面積為64.13平方千米，當中陸地面積為51.54平方千米，而水域面積為12.59平方千米。當地共有人口925人，而人口密度為每平方千米14人。